# Bundesstraße 432
Die Bundesstraße 432 (Abkürzung: B 432) ist eine Ost-West-Verbindung im südlichen Schleswig-Holstein zwischen Hamburg und der Lübecker Bucht an der Ostsee.

## Verlauf
Die Bundesstraße 432 beginnt an der Anschlussstelle Schnelsen-Nord der Bundesautobahn 7 im nordwestlichen Hamburger Stadtgebiet und führt über Norderstedt, Kayhude, Nahe, Itzstedt und Leezen nach Bad Segeberg. In Bad Segeberg kreuzen sowohl die B 206 als auch die A 21/B 404.
Von Bad Segeberg führt die Strecke weiter, zwischen Warder und Wensin über den Wardersee, über Gnissau, Ahrensbök, Pönitz nach Scharbeutz an der Ostsee. Kurz vor Scharbeutz kreuzt sie die A 1 und verläuft von dieser Anschlussstelle bis zum Ortseingang Scharbeutz auf derselben Trasse wie die B 76.

## Geschichte
Der Teil zwischen Schnelsen und Kayhude wurde 1840 als Teil der Chaussee zwischen Hamburg und Lübeck gebaut, die weitere Strecke bis Pönitz war Teil der Altona-Neustädter Chaussee (der 2. königlichen Kunststraße, gebaut 1842–1845). An der Strecke sind noch fast alle historischen dänischen Meilensteine erhalten, diese stehen heute unter Denkmalschutz.
Kurz vor Scharbeutz, zwischen der A 1 und den Bahngleisen, existierten sechs Sprengschächte in der Fahrbahn als Relikte des Kalten Krieges. Im Mai 2006 wurde hier eine neue Fahrbahndecke aufgebracht, die Sprengschächte wurden geräumt. Die zugehörigen fünf Pioniersperrmittelhäuser (Sprengstoffbunker) stehen in der Nähe des Blocksbergs (Pansdorf) und dienen heute Fledermäusen als Unterkunft.

## Ausbau in Norderstedt
In Norderstedt, am Ochsenzoll, erfolgte der Ausbau für den sogenannten Knoten Ochsenzoll der B 432. Die Ohechaussee wurde dabei zwischen Ochsenzoller Straße und Ulzburger Straße auf vier Fahrstreifen (einschließlich Abbiegerspuren) erweitert. Anschließend folgte der Ausbau der Segeberger Chaussee bis zur Kreuzung Schleswig-Holstein-Straße/Langenhorner Chaussee. Hier wurde im November 2013 ein Kreisverkehr mit einem in Nord-Süd-Richtung darunterliegenden Tunnel fertiggestellt, um die dortige Staubildung zu verringern.

## Landschaftlich reizvolle Strecken
- Mözen – Bad Segeberg
- Klein Rönnau – Wensin